# Кадушкин, Пётр Алексеевич
Пётр Алексеевич Кадушкин (1893, Усть-Лабинская — 1947, Прокопьевск) — казачий офицер, участник Первой мировой, Гражданской и Второй мировой войн.

## Биография
Казак Кубанского казачьего войска, сын генерал-майора А. З. Кадушкина. Окончил Владикавказский кадетский корпус (1912), сотню Николаевского кавалерийского училища, откуда в 1914 выпущен в чине хорунжего.
В Первой мировой войне участвовал в составе 1-го Черноморского казачьего полка на Кавказском фронте. Был полковым адъютантом. На март 1917 подъесаул. Вместе с отцом, братьями и сестрами участвовал в Первом Кубанском походе в 1-м конном полку, затем служил в Добровольческой армии и ВСЮР. Был произведен в полковники.
3 ноября 1918, по представлению бывшего главнокомандующего войсками Кавказской армии генерала от инфантерии М. А. Пржевальского был награждён орденом Святого Георгия 4 класса

За то, что 21-го мая 1917 г. командуя 4-й сотней 1-го Черноморского полковника Бурсака полка Кубанского казачьего войска и находясь в глубокой разведке в Алашкертской долине, атакой своей сотни, находясь впереди ее врубился в ряды неприятельского батальона и после жестокого шашечного боя разбил его, потеряв со своей стороны 4 убитыми и 11 ранеными, — захватив в плен командира батальона, 2 командиров рот, 1 субалтерн-офицера и свыше 80 аскеров, и выручил казака 3-й сотни 1-го Лабинского полка, который в это утро был пленен турками во время ночной атаки этого батальона на 3-ю сотню Лабинского полка Кубанского казачьего войска.
Приказ был объявлен кубанским атаманом генералом А. П. Филимоновым 22 декабря 1918.
Эмигрировал в Югославию, где работал музыкантом в оркестре. Во время Второй мировой войны командовал сотней в одном из полков Казачьего корпуса СС. Был выдан СССР англичанами в Линце, в 1947 году находился в концлагере в Прокопьевске, где, по утверждению «Казачьего словаря-справочника» Г. В. Губарева (Том ІІ. Сан-Ансельмо, 1968), был расстрелян охранниками, когда не смог работать из-за болезни. Семья переехала в США.

## Награды
- орден Святой Анны 4-й ст. За храбрость
- орден Святого Станислава 3-й ст. с мечами и бантом
- орден Святой Анны 3-й ст. с мечами и бантом
- орден Святого Георгия 4-го класса (3 (16).11.1918)